# Femmes au jardin (Bonnard)
Pour les articles homonymes, voir Femmes au jardin.
Femmes au jardin est une suite de tableaux conçus comme les volets d'un paravent de quatre panneaux, peints par Pierre Bonnard en 1891, à l'âge de vingt-quatre ans, et démonté peu après.
Le choix de la peinture d'un paravent marque l'intérêt de l'artiste pour le japonisme, tandis que plusieurs éléments stylistiques rappellent les estampes ukiyo-e.
Cette œuvre, présentée dans de nombreuses expositions, est conservée au Musée d'Orsay à Paris.

## Place dans la carrière de l'artiste
Né en 1867, Bonnard se forme à l'Académie Julian à une époque où l'impressionnisme, bien établi, cède la position de courant d'avant-garde au néo-impressionnisme, tandis que Gauguin en rompt la manière et les principes. L'École des beaux-arts, dont il suit aussi l'enseignement, défend toujours les valeurs de l'Art académique, que Bonnard remet en cause, avec ses collègues de l'Académie Julian Maurice Denis, Édouard Vuillard et plusieurs autres, dans le groupe que fonde Paul Sérusier sous le nom de Nabi, c'est-à-dire « prophète » en hébreu. Le but des Nabis est, comme l'a dit Bonnard, de chercher « les rapports de l'art avec la vie ».
À la même époque, de nombreux artistes envisagent le japonisme comme un moyen de renouveler les principes artistiques académiques, par l'atténuation de la distinction entre l'art dominé par l'Idée et évitant toute utilité pratique d'une part et d'autre part la décoration, manifestation du goût dans la vie ordinaire. De plus, les estampes japonaises montrent la possibilité d'une esthétique raffinée que ne dominent pas la perspective et l'anatomie, enseignements-clés de l'École.
Bonnard, surnommé l'année suivante « Le Nabi très japonard », peint Les femmes au jardin alors qu'il se lance dans la carrière artistique, après des études de droit menées en parallèle avec son apprentissage artistique. Cette œuvre fait partie de son premier envoi au Salon des Indépendants. Bonnard créera à nouveau un  paravent en 1897 dans Promenade des nourrices, frise des fiacres paravent à quatre feuilles, composé d'une suite de quatre feuilles lithographiées en cinq couleurs.

## Présentation desFemmes au jardin
Pierre Bonnard réalise Femmes au jardin en détrempe à la colle sur toile en 1891, sur quatre panneaux assemblés en forme de paravent japonais. Peu de temps après, le peintre écrit, dans une lettre à sa mère, qu'il les démonte, en faisant ainsi quatre entités à part entière[réf. souhaitée].
Dans l'ordre d'origine voici les panneaux des Femmes au jardin :
- Femmes au jardin : femme à la robe à pois
- Femme au jardin : femme à la pélerine
- Femmes au jardin : femme à la robe quadrillée
- Femmes au jardin : femme assise au chat

L'intérêt de l'artiste pour l'art japonais se manifeste d'abord par le choix du paravent peint de style japonais, et l'usage d'une détrempe à la colle, comme au Japon, au lieu de la peinture à l'huile de rigueur dans la peinture académique. Il s'illustre encore par l'usage des aplats, comme dans les estampes japonaises, mais aussi comme dans les affiches de Toulouse Lautrec, que Bonnard rencontrera l'année suivante. L'esprit de l'art japonais paraît encore dans les panneaux latéraux avec l'abandon de la correction anatomique au profit de l'expressivité de la forme ; dans les tissus imprimés des robes de la première et de la troisième femme, et dans leur traitement aspectif plutôt que perspectif, le dessin du motif ne suivant pas les plis et courbes du vêtement.
Une version non achevée de l'œuvre se trouve au Kunsthaus Zürich.

## Devenir de l'œuvre
Les panneaux des Femmes au jardin restèrent dans la famille de Bonnard, avant son acquisition par Florence Gould, puis par l'État en règlement de droits de succession.
La peinture à la détrempe, qu'avait choisie Bonnard, est plus fragile que l'huile. Elle connaît des problèmes de séparation des couches picturales, et présente des difficultés de nettoyage. Femmes au jardin ont subi une restauration avant l'exposition de 2015.

## Le thème du jardin
Le jardin est l'un des thèmes récurrents dans l’œuvre de Bonnard. Le titre de l'exposition « Peintre de l'Arcadie » en 2015 témoigne de la présence de ce sujet dans son travail. L'Arcadie est en effet un topos dans l'art et la littérature. Cette région de Grèce antique est considérée comme le paradis terrestre souvent incarné dans une nature paisible.
Crépuscule, dit aussi La partie de croquet, peinture sur huile de 1892, est l'un des tableaux célèbres de Bonnard dans lequel la nature et la vie urbaine sont représentées.